# 268 v.Chr.
Het jaar 268 v.Chr. is een jaartal volgens de christelijke jaartelling.

## Gebeurtenissen

### Griekenland
- Athene en Sparta sluiten een alliantie met Ptolemaeus II van Egypte tegen Macedonië.

### Italië
- Rome sticht een kolonie in Ariminum en vestigt er een Romeins garnizoen tegen de opstandige Galliërs.

### India
- Keizer Asoka "de Grote" (268 - 231 v.Chr.) volgt zijn vader Bindusara op als heerser van het Mauryaanse Rijk.

## Geboren
- Marcus Claudius Marcellus I (~268 v.Chr. - ~208 v.Chr.), Romeins consul en veldheer